# Kesha
Kesha Rose Sebert (født 1. marts 1987), bedre kendt under sit kunstnernavn Ke$ha, er en amerikansk sanger og sangskriver. Selv om hun begyndte sin musikalske karriere i 2006, fik hun først sit gennembrud i begyndelsen af 2009 efter at have sunget med på Flo Ridas nummer et, "Right Round". Seberts debutsingle "Tik Tok" blev udgivet i oktober 2009, forud for hendes debutalbum Animal, som udkom den 5. januar 2010. Hun har fortalt i et interview, at for hende er Queen det mest inspirerende band af alle.

## Tidlige liv
Sebert blev født i San Fernando Valley i Los Angeles, og måtte leve med kun en enkel forælder. Hendes mor, Pepe Sebert, sanger og sangskriver, havde økonomiske problemer, men hun kunne stadig støtte Kesha og hendes storebror på det tidspunkt. Pepe flyttede familien til Nashville, Tennessee i 1991 efter at have sikret en publishing-aftale og Kesha brugte her tiden på en musikskole i et nærliggende område.
Kesha blev drillet i skolen med at hun aldrig blev til noget, som sangen Cannibal er inspireret af.

## Diskografi

### Album
- Animal (2010)
- Warrior (2012

### EP
- Cannibal (2010)
- Deconstructed (2012)

### Singler
- Tik Tok (2009)
- Blah Blah Blah (feat. 3OH!3) (2010)
- Your Love Is My Drug (2010)
- Take It Off (2010)
- We R Who We R (2010)
- Blow (2011)
- Die Young (2012)
- C'Mon (2012)
- Crazy Kids (2013)

### Andre optrædener
- 2009: "Right Round" (Flo Rida featuring Kesha)
- 2009: "Touch Me" (Flo Rida featuring Kesha)
- 2009: "Girls" (Pitbull featuring Kesha)
- 2009: "Dirty Picture" (Taio Cruz featuring Kesha)
- 2010: "Dirty Picture" (Taio Cruz featuring Kesha)
- 2010: "My First Kiss" (3OH!3 featuring Kesha)
- 2013: "Timber" (Pitbull featuring Kesha)